# شهرآباد (داورزن)
شهرآباد، روستایی از توابع بخش باشتین شهرستان داورزن در استان خراسان رضوی در ایران است.

## جمعیت
این روستا در دهستان مهر قرار داشته و بر اساس سرشماری سال ۱۳۸۵ جمعیت آن ۲۴۸ نفر (۷۰ خانوار)
بوده است.